# Łaskarzew (Landgemeinde)
Die gmina wiejska Łaskarzew ist eine selbständige Landgemeinde in Polen im Powiat Garwoliński in der Woiwodschaft Masowien. Ihr Sitz befindet sich in der Stadt Łaskarzew. Die Landgemeinde, zu der die Stadt Łaskarzew selbst nicht gehört, hat eine Fläche von 87,5 km², auf der (Stand: 31. Dezember 2020) 5447 Menschen leben.

## Geographie

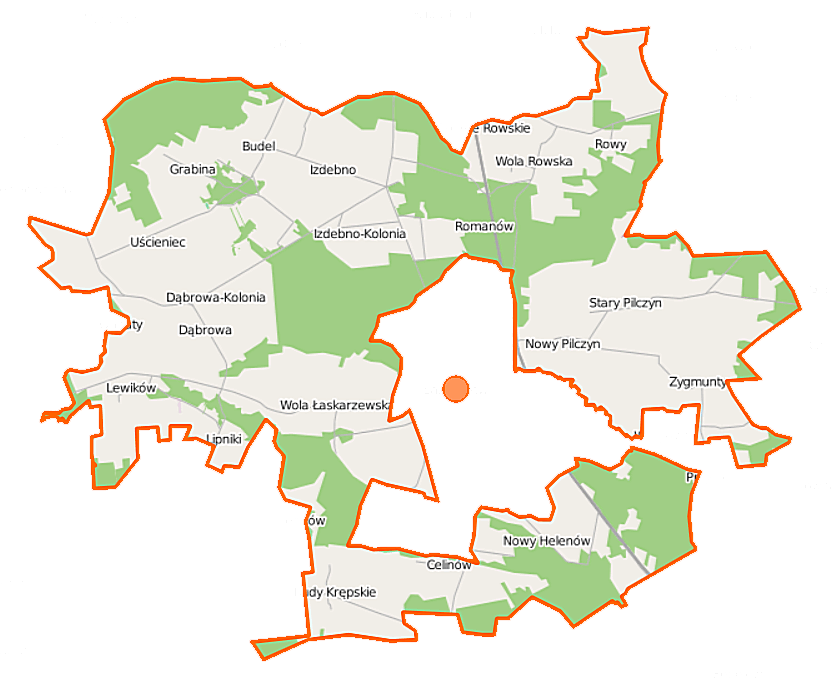
Karte der Landgemeinde

Das Gebiet der Landgemeinde umgibt die Stadt Łaskarzew zu 99 Prozent.

## Geschichte
Von 1975 bis 1998 gehörte die Landgemeinde zur Woiwodschaft Siedlce.

## Gemeindegliederung
Die Landgemeinde Łaskarzew besteht aus 25 Schulzenämtern und sieben weitere Ortschaften:
Aleksandrów
Baranicha
Budel
Budy Krępskie
Celinów
Dąbrowa
Dąbrowa-Kolonia
Grabina
Izdebno
Izdebno-Kolonia
Janków
Kacprówek
Krzywda
Ksawerynów
Leokadia
Lewików
Lipniki
Melanów
Nowy Helenów
Stary Helenów
Nowy Pilczyn
Polesie Rowskie
Rowy
Rywociny
Sośninka
Stary Pilczyn
Uścieniec
Wanaty
Wiktorzyn
Włodków
Wola Łaskarzewska
Wola Rowska
Zygmunty